# Fernseea
Fernseea ist eine Pflanzengattung aus der Familie der Bromeliengewächse (Bromeliaceae). Die beiden Arten sind Endemiten im Grenzgebiet der brasilianischen Bundesstaaten Rio de Janeiro und São Paulo.

## Beschreibung
Die Fernseea-Arten sind ausdauernde krautige Pflanzen, die zu mehreren horstartig zusammenstehen. Beide Arten sind xerophytisch. Fernseea bocainensis wächst meist epiphytisch und Fernseea itatiaiae terrestrisch. Die Sprossachse ist gestaucht. Die wechselständig in einer grundständigen Rosette angeordneten Laubblätter bilden einen Trichter, der sich nach oben hin verengt und fast flaschenförmig wirkt; es ist aber keinesfalls, wie selten behauptet eine Pseudobulbe, denn die Sprossachse ist daran nicht beteiligt. Die Blattscheide ist kurz und kahl. Die parallelnervige Blattspreite sind schmal-linealisch, 15 bis 40 Zentimeter lang und endet in einer stachligen Spitze. Die Blattunterseite ist schwach beschuppt. Der Blattrand ist dornig gesägt.
Der Blütenstandsschaft besitzt bis oben hin, meist rote, Hochblätter. Es wird ein endständiger, einfacher, traubiger Blütenstand mit vielen Blüten gebildet. Die höchstens kurz gestielten Blüten sind radiärsymmetrisch und dreizählig mit doppelter Blütenhülle. Die drei freien, schmal elliptischen Kelchblätter sind 7 Millimeter lang. Die drei freien Kronblätter sind trüb-purpur- bis rosafarben. Die Staubblätter sind während der Blühphase umschlossen, sonst freistehend. Der Pollen ist gefurcht. Drei Fruchtblätter sind zu einem relativ großen, unterständigen Fruchtknoten verwachsen. Es gibt zahlreiche Samenanlagen ohne Anhängsel.
Es werden fleischige, etwa erbsengroße Beeren gebildet. Die relativ großen Samen besitzen wie alle Bromelioideae keine Anhängsel.

## Systematik und Verbreitung
Die Stellung der Gattung Fernseea innerhalb der Unterfamilie Bromelioideae wird diskutiert. Es könnte sein, dass die Revision der Gattung Bromelia dazu führt, dass die beiden Fernseea-Arten in die Gattung Bromelia eingegliedert werden.
Die Gattung Fernseea wurde 1889 durch den englischen Botaniker John Gilbert Baker in Handbook of the Bromeliaceae, 19 aufgestellt. Benannt wurde sie zu Ehren des österreichischen Botanikers Heinrich Wawra von Fernsee. Die Typusexemplare der Typusart wurde von Heinrich Wawra von Fernsee auf dem brasilianischen Berg Itatiaia gesammelt, von dem sich das Artepitheton itatiaiae ableitet, und er beschrieb sie 1880 als Bromelia itatiaiae Wawra in Oesterreichische Botanische Zeitschrift, 30, S. 114; dies ist heute ein Synonym für Fernseea itatiaiae (Wawra) Baker, ein weiteres Synonym ist Aechmea stenophylla Baker. Das Holotypusmaterial ist zerstört, aber es ist gut durch eine Illustration dokumentiert.
Erst 1983 wurde von Edmundo Pereira und José Luiz de Araújo Moutinho Neto in Bradea (Boletim do Herbarium Bradeanum, Rio de Janeiro), Band 3, 38, S. 344 eine zweite Art Fernseea bocainensis beschreiben.
Die nur zwei Arten kommen in der Serra da Mantiqueira im nordwestlichen Bundesstaat Rio de Janeiro und im benachbarten Bundesstaat São Paulo vor:
- Fernseea bocainensis E.Pereira & Moutinho: Sie wurde in Brasilien im Küstenregenwald des Grenzgebietes zwischen den Bundesstaaten Rio de Janeiro und São Paulo in der „Serra do Bocaina“ in Höhenlagen von etwa 1200 Meter gefunden und wächst meist epiphytisch.
- Fernseea itatiaiae (Wawra) Baker: Die einzigen bekannten Fundorte für diese Art sind auch heute noch das Grenzgebiet der Bundesstaaten Minas Gerais und Rio de Janeiro auf dem Monte Itatiaia in der unbewaldeten Gipfelregion in Höhenlagen zwischen 2000 und 2994 Metern; dort wächst sie terrestrisch. Der Lebensraum ist die alpine Zone in Höhenlagen zwischen 2000 und fast 3000 Metern. Sie tolerieren Frost bis −6 °C.